# Cesare Monti
Cesare Monti, italijanski rimskokatoliški duhovnik, škof in kardinal, * 15. maj 1594, Milano, † 16. avgust 1650, Milano.

## Življenjepis
19. novembra 1629 je bil povzdignjen v kardinala in pectore in imenovan za naslovnega patriarha ter za apostolskega nuncija v Španiji.
20. decembra 1632 je bil imenovan za nadškofa Milana.
28. novembra 1633 je bil povzdignjen v kardinala.